# コディ・デッカー
コディ・マーシャル・デッカー（Cody Marshall Decker, 1987年1月17日 - ）は、アメリカ合衆国・カリフォルニア州サンタモニカ出身の元プロ野球選手（一塁手、外野手、捕手）。右投右打。

## 経歴

### プロ入りとパドレス時代
2009年のMLBドラフト22巡目（全体654位）でサンディエゴ・パドレスから指名され、プロ入り。
2012年オフに第3回WBC予選のイスラエル代表に選出された。
2015年9月14日にメジャー契約を結び、同日のアリゾナ・ダイヤモンドバックス戦でメジャーデビュー。この年は8試合に出場して11打数無安打だった。オフの11月6日にFAとなった。

### ロイヤルズ傘下時代
2015年12月3日にカンザスシティ・ロイヤルズとマイナー契約を結んだ。
2016年の開幕は傘下のAAA級オマハ・ストームチェイサーズで迎えた。

### ロッキーズ傘下時代
2016年4月20日に金銭トレードでコロラド・ロッキーズへ移籍し、傘下のAAA級アルバカーキ・アイソトープスへ配属された。5月15日に自由契約となった。

### レッドソックス傘下時代
2016年6月15日にボストン・レッドソックスとマイナー契約を結び、傘下のAA級ポートランド・シードッグスへ配属された。11月7日にFAとなった。

### メッツ傘下時代
2017年1月9日、ミルウォーキー・ブルワーズとマイナー契約を結んだ。捕手にコンバートされる見込みと報じられた。3月には、第4回WBCにイスラエル代表として出場した。直後の3月27日にブルワーズを自由契約となった。その後、4月12日にニューヨーク・メッツとマイナー契約を結び、傘下のAA級ビンガムトン・ランブルポニーズへ配属された。

### ダイヤモンドバックス傘下時代
2018年2月21日にアリゾナ・ダイヤモンドバックスとマイナー契約を結んだ。
2019年3月10日にダイヤモンドバックスとマイナー契約で再契約。7月7日に現役引退を表明。

## プレースタイル
本来は一塁手だが、イスラエル代表では外野も守っている。2019年までのマイナー通算204本塁打は現役プロ野球選手最多記録であった。

## 詳細情報

### 年度別打撃成績
| 年 度     | 球 団     | 試 合 | 打 席 | 打 数 | 得 点 | 安 打 | 二 塁 打 | 三 塁 打 | 本 塁 打 | 塁 打 | 打 点 | 盗 塁 | 盗 塁 死 | 犠 打 | 犠 飛 | 四 球 | 敬 遠 | 死 球 | 三 振 | 併 殺 打 | 打 率 | 出 塁 率 | 長 打 率 | O P S |
| --------- | --------- | ----- | ----- | ----- | ----- | ----- | -------- | -------- | -------- | ----- | ----- | ----- | -------- | ----- | ----- | ----- | ----- | ----- | ----- | -------- | ----- | -------- | -------- | ----- |
| 2015      | SD        | 8     | 12    | 11    | 0     | 0     | 0        | 0        | 0        | 0     | 1     | 0     | 0        | 0     | 0     | 0     | 0     | 0     | 5     | 1        | .000  | .000     | .000     | .000  |
| 通算：1年 | 通算：1年 | 8     | 12    | 11    | 0     | 0     | 0        | 0        | 0        | 0     | 1     | 0     | 0        | 0     | 0     | 0     | 0     | 0     | 5     | 1        | .000  | .000     | .000     | .000  |

- 2019年度シーズン終了時

### 年度別守備成績
| 年 度 | 球 団 | 一塁（1B） | 一塁（1B） | 一塁（1B） | 一塁（1B） | 一塁（1B） | 一塁（1B） |
| 年 度 | 球 団 | 試 合      | 刺 殺      | 補 殺      | 失 策      | 併 殺      | 守 備 率   |
| ----- | ----- | ---------- | ---------- | ---------- | ---------- | ---------- | ---------- |
| 2015  | SD    | 3          | 5          | 2          | 0          | 1          | 1.000      |
| 通算  | 通算  | 3          | 5          | 2          | 0          | 1          | 1.000      |

- 2019年度シーズン終了時

### 背番号
- 28（2015年）

### 代表歴
- 2013 ワールド・ベースボール・クラシック・イスラエル代表
- 2017 ワールド・ベースボール・クラシック・イスラエル代表